# Lestrade-et-Thouels
Lestrade-et-Thouels település Franciaországban, Aveyron megyében. Lakosainak száma 442 fő (2022. január 1.). Lestrade-et-Thouels Broquiès, Brousse-le-Château, Connac, Durenque, Réquista és Villefranche-de-Panat községekkel határos.

## Népesség
A település népessége az elmúlt években az alábbi módon változott:
| Lakosok száma | 672  | 624  | 454  | 421  | 472  | 479  | 493  | 478  | 448  | 442  |
|               | 1968 | 1982 | 1999 | 2006 | 2011 | 2015 | 2017 | 2018 | 2020 | 2022 |